# Gervase Mathew
Gervase Mathew OP (* 14. März 1905 in London; † 4. April 1976) war ein britischer Ordenspriester und Byzantinist.

## Leben
Anthony Gervase Mathew wurde als zweiter Sohn eines Anwalts geboren, der ihn und seinen älteren Bruder, den späteren Militärbischof von Großbritannien David Mathew, zuhause unterrichtete. 1924 begann er sein Studium der Geschichte bei Frederick Maurice Powicke am Balliol College der Universität Oxford, an dem auch sein Bruder studierte. 1928 studierte er an der British School at Athens und trat im selben Jahr dem Dominikanerorden bei. 1934 empfing er die Priesterweihe und übernahm im selben Jahr Lehraufträge für Theologie und Neuere Geschichte an der School of theology in Oxford sowie der Blackfriars Hall, dem Studienhaus der Dominikaner, in dem er bis zu seinem Lebensende lebte.
Nach der Ernennung seines Bruders zum Apostolischen Delegaten für die britischen Gebiete in West- und Ostafrika im Jahr 1946 begann er eine intensive Reise- und Forschungstätigkeit in ganz Afrika. Von 1947 bis 1971 war er Lecturer für Byzantinistik an der Universität Oxford. Zudem gerhörte er zum Kreis der Inklings.

## Schriften (Auswahl)
- mit David Mathew: The Reformation and the contemplative life. A study of the conflict between the Carthusians and the state. London 1934, OCLC 63199272.
- mit Kenneth Wykeham-George: Bede Jarrett of the Order of Preachers. Westminster 1952, OCLC 1043039862.
- Byzantinische Malerei. Berlin 1960, OCLC 45727125.
- The court of Richard II. London 1968, OCLC 886572094.